# Callionymus
Het geslacht Callionymus behoort tot de familie der pitvissen (Callionymidae) in de orde van de Baarsachtigen (Perciformes).

## Soortenlijst
- Callionymus aagilis Fricke, 1999
- Callionymus acutirostris Fricke, 1981
- Callionymus afilum Fricke, 2000
- Callionymus africanus Kotthaus, 1977
- Callionymus altipinnis Fricke, 1981
- Callionymus amboina Suwardji, 1965
- Callionymus annulatus Weber, 1913
- Callionymus australis Fricke, 1983
- Callionymus belcheri Richardson, 1844
- Callionymus beniteguri Jordan & Snyder, 1900
- Callionymus bentuviai Fricke, 1981
- Callionymus bifilum Fricke, 2000
- Callionymus bleekeri Fricke, 1983
- Callionymus carebares Alcock, 1890
- Callionymus colini Fricke, 1993
- Callionymus comptus Randall, 1999
- Callionymus cooperi Regan, 1908
- Callionymus corallinus Gilbert, 1905
- Callionymus curvicornis Valenciennes in Cuvier & Valenciennes, 1837
- Callionymus decoratus Gilbert, 1905
- Callionymus delicatulus Smith, 1963
- Callionymus doryssus Jordan & Fowler, 1903
- Callionymus draconis Nakabo, 1977
- Callionymus enneactis Bleeker, 1879
- Callionymus erythraeus Ninni, 1934
- Callionymus fasciatus Valenciennes in Cuvier & Valenciennes, 1837
- Callionymus filamentosus Valenciennes in Cuvier & Valenciennes, 1837
- Callionymus flavus Fricke, 1983
- Callionymus fluviatilis Day, 1876
- Callionymus formosanus Fricke, 1981
- Callionymus futuna Fricke, 1998
- Callionymus gardineri Regan, 1908
- Callionymus goodladi Whitley, 1944
- Callionymus grossi Ogilby, 1910
- Callionymus guentheri Fricke, 1981
- Callionymus hainanensis Li, 1966
- Callionymus hildae Fricke, 1981
- Callionymus hindsii Richardson, 1844
- Callionymus ikedai (Nakabo, Senou & Aizawa, 1998)
- Callionymus io Fricke, 1983
- Callionymus izuensis Fricke & Zaiser Brownell, 1993
- Callionymus japonicus Houttuyn, 1782
- Callionymus kailolae Fricke, 2000
- Callionymus keeleyi Fowler, 1941
- Callionymus kotthausi Fricke, 1981
- Callionymus leucobranchialis Fowler, 1941
- Callionymus limiceps Ogilby, 1908
- Callionymus luridus Fricke, 1981
- Callionymus lyra Linnaeus, 1758 – Pitvis
- Callionymus macclesfieldensis Fricke, 1983
- Callionymus macdonaldi Ogilby, 1911
- Callionymus maculatus Rafinesque, 1810
- Callionymus margaretae Regan, 1905
- Callionymus marleyi Regan, 1919
- Callionymus marquesensis Fricke, 1989
- Callionymus martinae Fricke, 1981
- Callionymus mascarenus Fricke, 1983
- Callionymus megastomus Fricke, 1982
- Callionymus melanotopterus Bleeker, 1851
- Callionymus meridionalis Suwardji, 1965
- Callionymus moretonensis Johnson, 1971
- Callionymus mortenseni Suwardji, 1965
- Callionymus muscatensis Regan, 1905
- Callionymus neptunius Seale, 1910
- Callionymus obscurus Fricke, 1989
- Callionymus ochiaii Fricke, 1981
- Callionymus octostigmatus Fricke, 1981
- Callionymus ogilbyi Fricke, 2002
- Callionymus oxycephalus Fricke, 1980
- Callionymus persicus Regan, 1905
- Callionymus planus Ochiai in Ochiai, Araga & Nakajima, 1955
- Callionymus platycephalus Fricke, 1983
- Callionymus pleurostictus Fricke, 1982
- Callionymus pusillus Delaroche, 1809
- Callionymus regani Nakabo, 1979
- Callionymus reticulatus Valenciennes in Cuvier & Valenciennes, 1837 – Rasterpitvis
- Callionymus risso Lesueur, 1814
- Callionymus rivatoni Fricke, 1993
- Callionymus russelli Johnson, 1976
- Callionymus sagitta Pallas, 1770
- Callionymus scaber McCulloch, 1926
- Callionymus scabriceps Fowler, 1941
- Callionymus schaapii Bleeker, 1852
- Callionymus semeiophor Fricke, 1983
- Callionymus sereti Fricke, 1998
- Callionymus simplicicornis Valenciennes in Cuvier & Valenciennes, 1837
- Callionymus sphinx Fricke & Heckele, 1984
- Callionymus spiniceps Regan, 1908
- Callionymus stigmatopareius Fricke, 1981
- Callionymus sublaevis McCulloch, 1926
- Callionymus superbus Fricke, 1983
- Callionymus tenuis Fricke, 1981
- Callionymus tethys Fricke, 1993
- Callionymus umbrithorax Fowler, 1941
- Callionymus valenciennei Temminck & Schlegel, 1845
- Callionymus variegatus Temminck & Schlegel, 1845
- Callionymus whiteheadi Fricke, 1981
- Callionymus zythros Fricke, 2000